# Numere adimensionale în mecanica fluidelor
În mecanica fluidelor și termodinamică numerele adimensionale (sau numerele caracteristice, criteriile de similitudine) au un rol important în analiza comportamentului fluidelor și a curgerii acestora, precum și în alte fenomene de transport.  Exemple de astfel de numere sunt numărul Reynolds și numărul Mach, care descriu ca rapoarte ale mărimilor relative ale caracteristicilor fluidului și ale sistemului fizic, cum ar fi densitatea, viscozitatea, viteza sunetului și viteza de curgere. Pentru a compara o situație reală (de exemplu o aeronavă) cu un model la scară mică, este necesar să ca ambele să aibă aceleași numere caracteristice importante. Numele și formularea acestor numere au fost standardizate în ISO 31-12 și în ISO 80000-11.

## Numere difuzive în fenomene de transport
| vs.      | Inerțial | Viscos | Termic | Masă |
| -------- | -------- | ------ | ------ | ---- |
| Inerțial | "v", "d" | Re     | Pe     | PeAB |
| Viscos   | Re−1     | μ/ρ, ν | Pr     | Sc   |
| Termic   | Pe−1     | Pr−1   | α      | Le   |
| Masă     | PeAB−1   | Sc−1   | Le−1   | D    |

Ca exemplu general al modului în care apar numerele adimensionale în mecanica fluidelor, în fenomenele de transport numerele clasice privind conservarea masei, conservarea impulsului și conservarea energiei sunt analizate în principal prin raportul dintre difuzivitățile efective în fiecare mecanism de transport. Cele șase numere adimensionale dau punctele forte relative ale diferitelor fenomene de inerție, viscozitate, transport de căldură conductiv și transport de masă difuziv. (În tabel, diagonalele oferă simboluri comune pentru cantități, iar numărul adimensional dat este raportul dintre cantitatea din coloana din stânga și cantitatea din rândul de sus; de exemplu Re = forță inerțială / forță viscoasă = vd/ν.) Aceleași mărimi pot fi exprimate alternativ ca rapoarte ale scărilor caracteristice de timp, lungime sau energie. Astfel de formulări sunt mai puțin utilizate în practică, dar pot oferi informații despre anumite aplicații.

## Formarea unei picături
| vs.                   | Impuls | Viscozitate    | Tensiune superficială | Gravitație | Energie cinetică |
| --------------------- | ------ | -------------- | --------------------- | ---------- | ---------------- |
| Impuls                | ρvd    | Re             |                       | Fr         |                  |
| Viscozitate           | Re−1   | ρν, μ          | Oh, Ca, La−1          | Ga−1       |                  |
| Tensiune superficială |        | Oh−1, Ca−1, La | σ                     | Je         | We−1             |
| Gravitație            | Fr−1   | Ga             | Bo                    | g          |                  |
| Energie cinetică      |        |                | We                    |            | ρv2 d            |

Formarea picăturilor depinde în mare măsură de impuls, viscozitate și tensiunea superficială. De exemplu, în imprimarea cu jet de cerneală⁠(d), o cerneală cu un număr Ohnesorge prea mare nu ar fi pulverizată corect, iar o cerneală cu un număr Ohnesorge prea mic ar fi pulverizată în mai multe picături. Nu toate rapoartele mărimilor au denumiri explicite, deși fiecare dintre rapoartele fără denumire ar putea fi exprimate ca produs al altor două numere adimensionale cu denumire.

## Listă
Toate numerele sunt mărimi adimensionale. Anumite numere adimensionale cu o anumită importanță pentru mecanica fluidelor sunt prezentate mai jos:
| Nume                                  | Simbol standard             | Definiție | Denumit după                                                | Domeniu de aplicare |
| ------------------------------------- | --------------------------- | --- | ----------------------------------------------------------- | --- |
| număr Arhimede                        | Ar                          | {\displaystyle \mathrm {Ar} ={\frac {gL^{3}\rho _{\ell }(\rho -\rho _{\ell })}{\mu ^{2}}}}                         | Arhimede                                                    | mecanica fluidelor (mișcări într-un fluid datorită diferențelor de densitate) |
| număr Atwood                          | A                           | {\displaystyle \mathrm {A} ={\frac {\rho _{1}-\rho _{2}}{\rho _{1}+\rho _{2}}}}                                    | George Atwood                                               | mecanica fluidelor (începutul instabilităților în amestecuri fluide datorită diferențelor de densitate)                                                                                |
| număr Bagnold                         | Ba                          | {\displaystyle \mathrm {Ba} ={\frac {\rho d^{2}\lambda ^{1/2}{\dot {\gamma }}}{\mu }}}                             | Ralph Bagnold                                               | curgere granulară (solicitări de coliziune ale granulelor / tensiuni viscoase) |
| număr Bejan                           | Be                          | {\displaystyle \mathrm {Be} ={\frac {\Delta pL^{2}}{\mu \alpha }}}                                                 | Adrian Bejan                                                | mecanica fluidelor (căderi de presiune adimensionale de-a lungul unui canal de curgere)                                                                                                |
| număr Bingham                         | Bm                          | {\displaystyle \mathrm {Bm} ={\frac {\tau _{y}L}{\mu V}}}                                                          | Eugene C. Bingham                                           | mecanica fluidelor, reologie (tensiunea de curgere / tensiune viscoasă |
| număr Biot                            | Bi                          | {\displaystyle \mathrm {Bi} ={\frac {\alpha L}{\lambda }}}                                                         | Jean-Baptiste Biot                                          | transmiterea căldurii (conductivitatea termică a suprafeței / cea a volumului solid)                                                                                                   |
| număr Blake                           | Bl sau B                    | {\displaystyle \mathrm {B} ={\frac {u\rho }{\mu (1-\epsilon )D}}}                                                  | Frank C. Blake (1892–1926)                                  | geologie, mecanica fluidelor, mediu poros (forțe viscoase de inerție / forțe viscoase prin mediul poros)                                                                               |
| număr Bond                            | Bo                          | {\displaystyle \mathrm {Bo} ={\frac {\rho aL^{2}}{\gamma }}}                                                       | Wilfrid Noel Bond                                           | geologie, mecanica fluidelor, mediu poros (forțe arhimedice / forțe de capilaritate, similar cu numărul Eötvös)                                                                        |
| număr Brinkman                        | Br                          | {\displaystyle \mathrm {Br} ={\frac {\mu U^{2}}{\kappa (T_{w}-T_{0})}}}                                            | Henri Brinkman                                              | transmiterea căldurii, mecanica fluidelor, (conducție de la perete la fluidul viscos)                                                                                                  |
| număr Burger                          | Bu                          | {\displaystyle \mathrm {Bu} =\left({\dfrac {\mathrm {Ro} }{\mathrm {Fr} }}\right)^{2}}                             | Alewyn P. Burger (1927–2003)                                | meteorologie, oceanografie (stratificare după densitate / rotația Pământului) |
| număr Brownell–Katz                   | NBK                         | {\displaystyle \mathrm {N} _{\mathrm {BK} }={\frac {u\mu }{k_{\mathrm {rw} }\sigma }}}                             | Lloyd E. Brownell și Donald L. Katz                         | mecanica fluidelor (combinație de număr de capilaritate și număr Bond) |
| număr de capilaritate                 | Ca                          | {\displaystyle \mathrm {Ca} ={\frac {\mu V}{\gamma }}}                                                             |                                                             | mediu poros, mecanica fluidelor (forțe viscoase / tensiune superficială) |
| număr Cauchy                          | Ca                          | {\displaystyle \mathrm {Ca} ={\frac {\rho u^{2}}{K}}}                                                              | Augustin-Louis Cauchy                                       | curgere compresibilă (forțe de inerție / forțe de compresibilitate) |
| număr de cavitație                    | Ca                          | {\displaystyle \mathrm {Ca} ={\frac {p-p_{\mathrm {v} }}{{\frac {1}{2}}\rho v^{2}}}}                               |                                                             | curgere multifazică (cavitație, presiune / presiune dinamică) |
| număr Chandrasekhar                   | C                           | {\displaystyle \mathrm {C} ={\frac {B^{2}L^{2}}{\mu _{o}\mu D_{M}}}}                                               | Subrahmanyan Chandrasekhar                                  | magnetohidrodinamică (forță Lorentz / viscozitate) |
| număr Colburn                         | JM, JH, JD                  | | Allan Philip Colburn (1904–1955)                            | turbulență; fenomene de transport (coeficienți adimensionali de transport) |
| număr Damkohler                       | Da                          | {\displaystyle \mathrm {Da} =k\tau }                                                                               | Gerhard Damköhler                                           | chimie (timp de reacție / timp de rezidență) |
| număr Darcy de frecare                | Cf sau fD                   | | Henry Darcy                                                 | mecanica fluidelor (fracțiunea de pierderi de presiune datorită frecării într-o țeavă; de patru ori factorul de frecare Fanning)                                                       |
| număr Darcy                           | Da                          | {\displaystyle \mathrm {Da} ={\frac {k}{d^{2}}}}                                                                   | Henry Darcy                                                 | mecanica fluidelor (permeabilitatea mediului / secțiunea eficace a mediului poros) |
| număr Dean                            | D                           | {\displaystyle \mathrm {D} ={\frac {\rho Vd}{\mu }}\left({\frac {d}{2R}}\right)^{1/2}}                             | William Reginald Dean                                       | turbulență (turbulență în conducte curbate) |
| număr Deborah                         | De                          | {\displaystyle \mathrm {De} ={\frac {t_{\mathrm {c} }}{t_{\mathrm {p} }}}}                                         | Deborah                                                     | reologie]] (fluide viscoelastice) |
| număr Dukhin                          | Du                          | {\displaystyle {\rm {Du}}={\frac {\kappa ^{\sigma }}{{\mathrm {K} _{m}}a}}.}                                       | Stanislav și Andrei Dukhin                                  | sisteme fluide eterogene (conductivitatea la suprafață / diverse efecte electrocinetice și electroacustică)                                                                            |
| număr Eckert                          | Ec                          | {\displaystyle \mathrm {Ec} ={\frac {V^{2}}{c_{p}\Delta T}}}                                                       | Ernst R. G. Eckert                                          | convecție (caracterizează disiparea energiei; energie cinetică / entalpie) |
| număr Ekman                           | Ek                          | {\displaystyle \mathrm {Ek} ={\frac {\nu }{2D^{2}\Omega \sin \varphi }}}                                           | Vagn Walfrid Ekman                                          | Geofizică (viscozitate / forțe Coriolis) |
| număr Eötvös                          | Eo                          | {\displaystyle \mathrm {Eo} ={\frac {\Delta \rho \,g\,L^{2}}{\sigma }}}                                            | Loránd Eötvös                                               | mecanica fluidelor (forma bulelor sau picăturilor) |
| număr Ericksen                        | Er                          | {\displaystyle \mathrm {Er} ={\frac {\mu vL}{K}}}                                                                  | Jerald Ericksen                                             | mecanica fluidelor (curgerea cristalelor lichide; forțe viscoase / forțe elastice) |
| număr Euler                           | Eu                          | {\displaystyle \mathrm {Eu} ={\frac {\Delta p}{\rho V^{2}}}}                                                       | Leonhard Euler                                              | hidrodinamică (presiune / forțe de inerție) |
| coefficient de exces de temperatură   | {\displaystyle \Theta _{r}} | {\displaystyle \Theta _{r}={\frac {c_{p}(T-T_{e})}{U_{e}^{2}/2}}}                                                  |                                                             | transmiterea căldurii, mecanica fluidelor (variația energiei interne / energie cinetică)                                                                                               |
| factor de formă                       | H                           | {\displaystyle H={\frac {\delta ^{*}}{\theta }}}                                                                   |                                                             | curgere în stratul limită (deplasarea stratului / impulsul stratului) |
| factor de frecare Fanning             | f                           | | John T. Fanning                                             | mecanica fluidelor (fracțiunea de pierderi de presiune datorită frecării într-o țeavă; ¼ din numărul Darcy de frecare)                                                                 |
| număr Froude                          | Fr                          | {\displaystyle \mathrm {Fr} ={\frac {U}{\sqrt {g\ell }}}}                                                          | William Froude                                              | mecanica fluidelor (comportarea undelor de suprafață; inerția masei / forța de gravitație)                                                                                             |
| număr Galilei                         | Ga                          | {\displaystyle \mathrm {Ga} ={\frac {g\,L^{3}}{\nu ^{2}}}}                                                         | Galileo Galilei                                             | mecanica fluidelor (forța de gravitație / forțe de viscozitate) |
| număr Görtler                         | G                           | {\displaystyle \mathrm {G} ={\frac {U_{e}\theta }{\nu }}\left({\frac {\theta }{R}}\right)^{1/2}}                   | de⁠(Henry Görtler)[Görtler&page=de&targettitle=de traduceți] | mecanica fluidelor (curgere în stratul limită de-a lungul unui perete concav) |
| număr Goucher                         | Go                          | {\displaystyle \mathrm {Go} =R\left({\frac {\rho g}{2\sigma }}\right)^{1/2}}                                       | Frederick Shand Goucher (1888–1973)                         | mecanica fluidelor (probleme de curgeri peste fire) |
| număr Garcia-Atance                   | GA                          | {\displaystyle \mathrm {G_{A}} ={\frac {p-p_{v}}{\rho aL}}}                                                        | Gonzalo Garcia-Atance Fatjo                                 | transformări de fază (începutul cavitației în câmp ultrasonor, presiune / presiune datorită accelerației)                                                                              |
| număr Graetz                          | Gz                          | {\displaystyle \mathrm {Gz} ={D_{H} \over L}\mathrm {Re} \,\mathrm {Pr} }                                          | Leo Graetz                                                  | transmiterea căldurii, mecanica fluidelor (curgere laminară în conducte; transport de masă)                                                                                            |
| număr Grashof                         | Gr                          | {\displaystyle \mathrm {Gr} _{L}={\frac {g\beta (T_{s}-T_{f})L^{3}}{\nu ^{2}}}}                                    | Franz Grashof                                               | transmiterea căldurii, convecție liberă (forțe arhimedice / forțe de viscozitate) |
| număr Hartmann                        | Ha                          | {\displaystyle \mathrm {Ha} =BL\left({\frac {\sigma }{\rho \nu }}\right)^{\frac {1}{2}}}                           | Julius Hartmann (1881–1951)                                 | magnetohidrodinamică (forță Lorentz / forțe de viscozitate) |
| număr Hagen                           | Hg                          | {\displaystyle \mathrm {Hg} =-{\frac {1}{\rho }}{\frac {\mathrm {d} p}{\mathrm {d} x}}{\frac {L^{3}}{\nu ^{2}}}}   | Gotthilf Hagen                                              | transmiterea căldurii (forțe arhimedice / forțe de viscozitate în convecția forțată)                                                                                                   |
| număr Iribarren                       | Ir                          | {\displaystyle \mathrm {Ir} ={\frac {\tan \alpha }{\sqrt {H/L_{0}}}}}                                              | Ramón Iribarren                                             | unde mecanice (ruperea undelor de suprafață pe o pantă supusă gravitației) |
| număr Jakob                           | Ja                          | {\displaystyle \mathrm {Ja} ={\frac {c_{p,f}(T_{w}-T_{sat})}{h_{fg}}}}                                             | Max Jakob                                                   | transmiterea căldurii (căldura schimvată / [[căldură latentă \|căldura latentă în timpul unei transformări de fază)                                                                    |
| număr Jesus                           | Je                          | {\displaystyle \mathrm {Je} ={\frac {\sigma \,L}{M\,g}}}                                                           | Jesus                                                       | tensiune superficială (tensiune superficială / greutate) |
| număr Karlovitz                       | Ka                          | {\displaystyle \mathrm {Ka} =kt_{c}}                                                                               | Béla Karlovitz                                              | ardere \|turbulentă (timpul de curgere caracteristic / timpul de ardere a flăcăii) |
| număr Kapița                          | Ka                          | {\displaystyle \mathrm {Ka} ={\frac {\sigma }{\rho (g\sin \beta )^{1/3}\nu ^{4/3}}}}                               | Piotr Kapița                                                | mecanica fluidelor (peliculă subțire de lichid care curge pe o suprafață înclinată) |
| număr Keulegan–Carpenter              | KC                          | {\displaystyle \mathrm {K_{C}} ={\frac {V\,T}{L}}}                                                                 | Garbis H. Keulegan (1890–1989) și Lloyd H. Carpenter        | mecanica fluidelor (rezistența la înaintare / inerția unui obiect bont în curgerea oscilatorie a fluidului)                                                                            |
| număr Knudsen                         | Kn                          | {\displaystyle \mathrm {Kn} ={\frac {\lambda }{L}}}                                                                | Martin Knudsen                                              | curgerea gazelor (parcursul liber mediu⁠(d) molecular / scară fizică reprezentativă a lungimii)                                                                                         |
| număr Kutateladze                     | Ku                          | {\displaystyle \mathrm {Ku} ={\frac {U_{h}\rho _{g}^{1/2}}{\left({\sigma g(\rho _{l}-\rho _{g})}\right)^{1/4}}}}   | Samson Kutateladze                                          | mecanica fluidelor (curgere bifazică în contracurent) |
| număr Laplace                         | La                          | {\displaystyle \mathrm {La} ={\frac {\sigma \rho L}{\mu ^{2}}}}                                                    | Pierre-Simon Laplace                                        | mecanica fluidelor (convecție liberă în fluide nemiscibile; tensiune superficială / impulsul transportului)                                                                            |
| număr Lewis                           | Le                          | {\displaystyle \mathrm {Le} ={\frac {\alpha }{D}}={\frac {\mathrm {Sc} }{\mathrm {Pr} }}}                          | Warren K. Lewis                                             | transfer de căldură și de masă (difuzivitate termică / difuzivitate masică) |
| parametru Lockhart–Martinelli         | {\displaystyle \chi }       | {\displaystyle \chi ={\frac {m_{\ell }}{m_{g}}}{\sqrt {\frac {\rho _{g}}{\rho _{\ell }}}}}                         | R. W. Lockhart și Raymond C. Martinelli                     | curgere bifazică (curgere a unui gaz umed; fracțiunea lichidă) |
| număr Mach                            | M sau Ma                    | {\displaystyle \mathrm {M} ={\frac {v}{v_{\mathrm {sunet} }}}}                                                     | Ernst Mach                                                  | curgerea gazelor (curgere compresibilă; viteză adimensională) |
| număr Marangoni                       | Mg                          | {\displaystyle \mathrm {Mg} =-{\frac {\mathrm {d} \sigma }{\mathrm {d} T}}{\frac {L\Delta T}{\eta \alpha }}}       | Carlo Marangoni                                             | mecanica fluidelor (curgere Marangoni; tensiune superficială termică / forțe de viscozitate)                                                                                           |
| număr Markstein                       | Ma                          | {\displaystyle \mathrm {Ma} ={\frac {L_{b}}{l_{f}}}}                                                               | George H. Markstein                                         | turbulență, ardere (lungimea Markstein / grosimea flăcării laminare) |
| număr Morton                          | Mo                          | {\displaystyle \mathrm {Mo} ={\frac {g\mu _{c}^{4}\,\Delta \rho }{\rho _{c}^{2}\sigma ^{3}}}}                      | Rose Morton                                                 | mecanica fluidelor (determinarea formei unei bule/picături) |
| număr Nusselt                         | Nu                          | {\displaystyle \mathrm {Nu} ={\frac {\alpha L}{\lambda }}}                                                         | Wilhelm Nusselt                                             | transmiterea căldurii (convecție forțată; flux termic convectiv / flux termic conductiv)                                                                                               |
| număr Ohnesorge                       | Oh                          | {\displaystyle \mathrm {Oh} ={\frac {\mu }{\sqrt {\rho \sigma L}}}={\frac {\sqrt {\mathrm {We} }}{\mathrm {Re} }}} | Wolfgang von Ohnesorge                                      | mecanica fluidelor (pulverizare lichidelor, curgere Marangoni) |
| număr Péclet                          | Pe                          | {\displaystyle \mathrm {Pe} ={\frac {Lu}{\alpha }}} sau {\displaystyle \mathrm {Pe} ={\frac {Lu}{D}}}              | Jean Claude Eugène Péclet                                   | mecanica fluidelor (rata de transport advectiv / rata de transport difuziv molecular), transmiterea căldurii (rata de transport advectiv / rata de transport molecular difuziv termic) |
| coeficient de portanță                | Cz                          | {\displaystyle C_{z}={\frac {L}{p_{d}\,S}}}                                                                        |                                                             | aerodinamică (portanța unui profil aerodinamic la un unghi de atac dat) |
| număr Prandtl                         | Pr                          | {\displaystyle \mathrm {Pr} ={\frac {\nu }{a}}={\frac {c_{p}\mu }{\lambda }}}                                      | Ludwig Prandtl                                              | transmiterea căldurii (difuzia viscoasă / difuzia termică) |
| coeficient de presiune                | CP                          | {\displaystyle C_{p}={p-p_{\infty } \over {\frac {1}{2}}\rho _{\infty }V_{\infty }^{2}}}                           |                                                             | aerodinamică, hidrodinamică (presiunea într-un punct a unui profil aerodinamic; variabilă adimensională de presiune)                                                                   |
| număr Rayleigh                        | Ra                          | {\displaystyle \mathrm {Ra} _{x}={\frac {g\beta }{\nu \alpha }}(T_{s}-T_{f})x^{3}}                                 | John William Strutt                                         | transmiterea căldurii (forțe arhimedice / forțe de viscozitate în convecția liberă) |
| număr Reynolds                        | Re                          | {\displaystyle \mathrm {Re} ={\frac {uL\rho }{\mu }}={\frac {u\,L}{\nu }}}                                         | Osborne Reynolds                                            | mecanica fluidelor (forțe de inerție / forțe de viscozitate) |
| coeficient de rezistență la înaintare | Cx                          | {\displaystyle C_{x}={\dfrac {2F_{\mathrm {x} }}{\rho v^{2}A}}}                                                    |                                                             | aerodinamică, mecanica fluidelor (rezistența la curgere) |
| număr Richardson                      | Ri                          | {\displaystyle \mathrm {Ri} ={\frac {gh}{U^{2}}}={\frac {1}{\mathrm {Fr} ^{2}}}}                                   | Lewis Fry Richardson                                        | mecanica fluidelor (efectul forțelor arhimedice asupra stabilității curgerii; energie potențială / energie cinetică)                                                                   |
| număr Roshko                          | Ro                          | {\displaystyle \mathrm {Ro} ={fL^{2} \over \nu }=\mathrm {St} \,\mathrm {Re} }                                     | Anatol Roshko                                               | mecanica fluidelor (curgere oscilatorie, vârtejuri Kármán) |
| număr Rossby                          | Ro                          | {\displaystyle {\text{Ro}}={\frac {U}{Lf}},}                                                                       | Carl-Gustaf Rossby                                          | curgeri (geofizică, forța de inerție / forța Coriolis) |
| număr Rouse                           | P                           | {\displaystyle \mathrm {P} ={\frac {w_{s}}{\kappa u_{*}}}}                                                         | Hunter Rouse                                                | mecanica fluidelor (profilul concentrațiilor sedimentelor în suspensie) |
| număr Schmidt                         | Sc                          | {\displaystyle \mathrm {Sc} ={\frac {\nu }{D}}}                                                                    | Ernst Heinrich Wilhelm Schmidt (1892–1975)                  | transport de masă (viscozitate / difuzivitate) |
| număr Scruton                         | Sc                          | {\displaystyle \mathrm {Sc} ={\frac {2\delta _{s}m_{e}}{\rho b_{\text{ref}}^{2}}}}                                 | Christopher 'Kit' Scruton                                   | mecanica fluidelor (rezonanța vârtejurilor) |
| număr Sherwood                        | Sh                          | {\displaystyle \mathrm {Sh} ={\frac {KL}{D}}}                                                                      | Thomas Kilgore Sherwood                                     | transport de masă (convecție forțată; transport de masă convectiv / difuziv) |
| parametru Shields                     | θ                           | {\displaystyle \theta ={\frac {\tau }{(\rho _{s}-\rho )gD}}}                                                       | Albert F. Shields                                           | mecanica fluidelor (mișcarea sedimentelor) |
| număr Sommerfeld                      | S                           | {\displaystyle \mathrm {S} =\left({\frac {r}{c}}\right)^{2}{\frac {\mu N}{P}}}                                     | Arnold Sommerfeld                                           | lubrifiere hidrodinamică (lubrifiere la perete) |
| număr Stanton                         | St                          | {\displaystyle \mathrm {St} ={\frac {h}{c_{p}\rho V}}={\frac {\mathrm {Nu} }{\mathrm {Re} \,\mathrm {Pr} }}}       | Thomas Ernest Stanton                                       | transmiterea căldurii și mecanica fluidelor (convecție forțată) |
| număr Stokes                          | Stk sau Sk                  | {\displaystyle \mathrm {Stk} ={\frac {\tau U_{o}}{d_{c}}}}                                                         | George Stokes                                               | particule în suspensie (timpul caracteristic al particulei / timpul de curgere) |
| număr Strouhal                        | St                          | {\displaystyle \mathrm {St} ={\frac {fL}{U}}}                                                                      | Vincenc Strouhal                                            | vârtejuri Kármán (viteza caracteristică a oscilației / viteza curgerii ambiante) |
| număr Stuart                          | N                           | {\displaystyle \mathrm {N} ={\frac {B^{2}L_{c}\sigma }{\rho U}}={\frac {\mathrm {Ha} ^{2}}{\mathrm {Re} }}}        | John Trevor Stuart                                          | magnetohidrodinamică (forță electromagnetică / forță de inerție) |
| număr Taylor                          | Ta                          | {\displaystyle \mathrm {Ta} ={\frac {4\Omega ^{2}R^{4}}{\nu ^{2}}}}                                                | G. I. Taylor                                                | mecanica fluidelor (curgeri rotaționale; forțe de inerție datorită rotației fluidului / forțe de viscozitate)                                                                          |
| număr Thoma                           | σ                           | {\displaystyle \mathrm {\sigma } ={\frac {\mathrm {NPSH} }{h_{\mathrm {pump} }}}}                                  | Dieter Thoma (1881–1942)                                    | curgere multifazică (cavitație; presiune / presiune dinamică) |
| număr Ursell                          | U                           | {\displaystyle \mathrm {U} ={\frac {H\,\lambda ^{2}}{h^{3}}}}                                                      | Fritz Ursell                                                | unde mecanice (neliniaritatea valurilor oceanice de suprafață) |
| parametru Wallis                      | j*                          | {\displaystyle j^{*}=R\left({\frac {\omega \rho }{\mu }}\right)^{\frac {1}{2}}}                                    | Graham B. Wallis                                            | curgere multifazică (viteză superficială adimensională) |
| număr Weber                           | We                          | {\displaystyle \mathrm {We} ={\frac {\rho v^{2}l}{\sigma }}}                                                       | Moritz Weber                                                | curgere multifazică (suprafețe cu curbură mare; inerție / tensiune superficială) |
| număr Weissenberg                     | Wi                          | {\displaystyle \mathrm {Wi} ={\dot {\gamma }}\lambda }                                                             | Karl Weissenberg                                            | curgeri viscoelastice (timp de deformare prin alunecare / timp de relaxare) |
| număr Womersley                       | Wo                          | {\displaystyle \mathrm {Wo} =R\left({\frac {\omega \rho }{\mu }}\right)^{\frac {1}{2}}}                            | John R. Womersley                                           | mechanica biofluidelor (curgeri continui și pulsatile; frecvența curgerii pulsatile / frecvența efectelor viscozității)                                                                |
| număr Zeldovici                       | Ze                          | {\displaystyle \mathrm {Ze} ={\frac {E}{RT_{a}}}{\frac {T_{a}-T_{c}}{T_{a}}}}                                      | Iakov Zeldovici                                             | mecanica fluidelor, ardere (măsura energiei de activare) |